# ポストポンド
ポストポンド  (Postponed, 2011年4月4日 - ) は、鹿毛の競走馬・種牡馬である。主な勝ち鞍は2015年キングジョージ6世&クイーンエリザベスステークス、2016年ドバイシーマクラシック、コロネーションカップ、インターナショナルステークスである。

## 経歴
2013年に7ハロン (≒ 1,408 m)の2歳戦でデビューした。初戦は2着に敗れるも、2戦目の同距離未勝利戦で勝ちあがり、8戦目のG2「グレートヴォルティジュールステークス」(1.5マイル (2,414 m))で重賞初制覇を果たした。5戦目以降は10ハロン (≒2011 m)以上の距離を主に使われる。
G1初挑戦となったタタソールズゴールドカップ (2100 m)ではアルカジームの3着だった。2度目のG1挑戦となるキングジョージ6世&クイーンエリザベスステークス (1.5マイル)でG1初制覇を果たしたが、有力馬のゴールデンホーン、フリントシャーが事前に回避していたため、この勝利の評価は高くなかった。
そのような低評価はあったが、2015年のフォア賞・16年のドバイシティーオブゴールドとG2を2連勝すると、ドバイシーマクラシックに参戦して日本のドゥラメンテに2馬身差で勝利し、続くコロネーションカップ・インターナショナルステークスでも優勝して凱旋門賞の最有力候補となった。凱旋門賞では1番人気に推されるも5着に終わる。
2017年はドバイに遠征し、ドバイシティーオブゴールドから始動し2着。連覇をかけて挑んだドバイシーマクラシックでは3着となる。その後故障のため、現役を引退することになった。2018年より英国イングランド東部のダルハムホールスタッドで種牡馬入りする。
しかし産駒成績は低迷し、障害用種牡馬に転用されることが決まった。

## 血統表
| ポストポンドの血統(ミスタープロスペクター系 Mr. Prospector4×4=12.50%、Northern Dancer5×5=6.25%) | ポストポンドの血統(ミスタープロスペクター系 Mr. Prospector4×4=12.50%、Northern Dancer5×5=6.25%) | ポストポンドの血統(ミスタープロスペクター系 Mr. Prospector4×4=12.50%、Northern Dancer5×5=6.25%) | （血統表の出典）   | （血統表の出典） |
| 父 Dubawi 2002 鹿毛                                                                             | 父の父Dubai Millennium 1996 鹿毛                                                                | Seeking the Gold                                                                                | Mr. Prospector     | Mr. Prospector   |
| 父 Dubawi 2002 鹿毛                                                                             | 父の父Dubai Millennium 1996 鹿毛                                                                | Seeking the Gold                                                                                | Con Game           |                  |
| 父 Dubawi 2002 鹿毛                                                                             | 父の父Dubai Millennium 1996 鹿毛                                                                | Colorado Dancer                                                                                 | Shareef Dancer     | Shareef Dancer   |
| 父 Dubawi 2002 鹿毛                                                                             | 父の父Dubai Millennium 1996 鹿毛                                                                | Colorado Dancer                                                                                 | Fall Aspen         |                  |
| 父 Dubawi 2002 鹿毛                                                                             | 父の母Zomaradah 1995 黒鹿毛                                                                     | Deploy                                                                                          | Shirley Heights    | Shirley Heights  |
| 父 Dubawi 2002 鹿毛                                                                             | 父の母Zomaradah 1995 黒鹿毛                                                                     | Deploy                                                                                          | Slightly Dangerous |                  |
| 父 Dubawi 2002 鹿毛                                                                             | 父の母Zomaradah 1995 黒鹿毛                                                                     | Jawaher                                                                                         | *Dancing Brave     | *Dancing Brave   |
| 父 Dubawi 2002 鹿毛                                                                             | 父の母Zomaradah 1995 黒鹿毛                                                                     | Jawaher                                                                                         | High Tern          |                  |
| 母 Ever Rigg 2005 鹿毛                                                                          | 母の父Dubai Destination 1999 鹿毛                                                               | Kingmambo                                                                                       | Mr. Prospector     | Mr. Prospector   |
| 母 Ever Rigg 2005 鹿毛                                                                          | 母の父Dubai Destination 1999 鹿毛                                                               | Kingmambo                                                                                       | Miesque            |                  |
| 母 Ever Rigg 2005 鹿毛                                                                          | 母の父Dubai Destination 1999 鹿毛                                                               | Mysterial                                                                                       | Alleged            | Alleged          |
| 母 Ever Rigg 2005 鹿毛                                                                          | 母の父Dubai Destination 1999 鹿毛                                                               | Mysterial                                                                                       | Mysteries          |                  |
| 母 Ever Rigg 2005 鹿毛                                                                          | 母の母Bianca Nera 1994 黒鹿毛                                                                   | Salse                                                                                           | Topsider           | Topsider         |
| 母 Ever Rigg 2005 鹿毛                                                                          | 母の母Bianca Nera 1994 黒鹿毛                                                                   | Salse                                                                                           | Carnival Princess  |                  |
| 母 Ever Rigg 2005 鹿毛                                                                          | 母の母Bianca Nera 1994 黒鹿毛                                                                   | Birch Creek                                                                                     | Carwhite           | Carwhite         |
| 母 Ever Rigg 2005 鹿毛                                                                          | 母の母Bianca Nera 1994 黒鹿毛                                                                   | Birch Creek                                                                                     | Deed F-No.14-c     |                  |